# La morena
La morena es una leyenda ficticia, que según la controversial telenovela de época, El Señor de la Querencia, sería muy contada entre los huasos que viven en el campo del Sur de Chile.

## La leyenda
La leyenda narra que una misteriosa mujer, apodada como "La morena", deambula por las noches de luna llena semidesnuda, sólo cubierta por una capa negra que cubre parte de su rostro, montando un brioso corcel negro. La mítica mujer, cuya verdadera identidad nadie conoce, intercepta a los hombres que caminan por los solitarios senderos, dejando en ellos una marca de fuego en la piel que permanecerá para siempre.
Ella con su hermosa silueta embruja a los hombres que caminan solos por el campo, ella sólo ataca de noche dejando una marca en el cuerpo de los hombres; la marca es como una media luna o una luna creciente.

## Nota
En televisión, la leyenda fue citada por José Luis Echeñique, protagonista antagónico de la controvertida telenovela El Señor de la Querencia, emitida por TVN. 
También fue contada en su exitosa e icónica adaptación homónima ganadora de premios, emitida en 2024 por el canal Mega. 
- Datos: Q5967386